# Memorial (organizacija)
Memorijal je neprofitna nevladna organizacija za človekove pravice, ustanovljena v Rusiji med razpadom Sovjetske zveze za preučevanje in preučevanje kršitev človekovih pravic in drugih zločinov, storjenih pod vladavino Josifa Stalina.   Že pred razpadom Sovjetske zveze je bil sestavljen iz dveh ločenih pravnih subjektov, Memorial International, katerega namen je bil beleženje zločinov proti človeštvu, storjenih v Sovjetski zvezi, zlasti v stalinistični dobi, in Memorial Human Rights Center, ki se je osredotočal na varstvo človekovih pravic, zlasti na konfliktnih območjih v in okoli sodobne Rusije.  Organizacija je izrazito neenotna in vsaj deloma temelji na financiranju organizacij zunaj Rusije. Decembra 2021 je tako pod okriljem več kot 50 organizacij v Rusiji in 11 v drugih državah, vključno s Kazahstanom, Ukrajino, Nemčijo, Italijo, Belgijo in Francijo.  Organizacija zasleduje cilje v dveh različnih časovnih obdobjih in geografsko zelo raznolike cilje. Čeprav se cilji povezanih skupin razlikujejo od regije do regije, jih družijo podobne skrbi glede človekovih pravic, dokumentiranja preteklosti, izobraževanja mladih in obeleževanja dnevov spomina na žrtve politične represije. 

Društvo Memorijal je nastal v letih perestrojke v poznih osemdesetih, da bi dokumentiral zločine proti človeštvu, storjene v ZSSR v 20. stoletju, in pomagal preživelim žrtvam velikega terorja in gulaga ter njihovim družinam. Med letoma 1987 in 1990 je bilo ustanovljenih 23 podružnic društva.  Z obstojem Rusije so mnoga društva postala samostojna. Zveza društev je bila v mnogočem mednarodna.

## Poslanstvo in dejavnosti
V skladu s svojo postsovjetsko listino iz leta 1992 je Memorial zasledoval naslednje cilje:
- Spodbujati zrelo civilno družbo in demokracijo, ki temelji na vladavini prava ter tako preprečiti vrnitev v totalitarizem ;
- Pomagati pri oblikovanju javne zavesti, ki temelji na vrednotah demokracije in prava, iztrebiti totalitarne vzorce [mišljenja in vedenja] ter trdno uveljaviti človekove pravice v vsakdanji politiki in javnem življenju;
- Promovirati resnico o zgodovinski preteklosti in ovekovečiti spomin na žrtve politične represije, ki so jo izvajali totalitarni režimi. [6]

Društvena spletna zbirka podatkov vsebuje podatke o žrtvah politične represije v Sovjetski zvezi ; peta različica vsebuje več kot tri milijone imen, čeprav je Memorial ocenil, da 75 % žrtev še ni bilo identificiranih in evidentiranih. 
Memorial je organiziral pravno in finančno pomoč žrtvam Gulaga. Raziskuje zgodovino politične represije in si prizadeva razširiti ugotovitve v knjigah, člankih, na razstavah, v muzejih in na spletnih straneh svojih organizacij članic.

### Dan spomina
Memorial je bil med organizacijami, ki so ruske oblasti prepričale, da sledijo dolgoletni disidentski tradiciji vsakoletnega obeleževanja 30. oktobra  kot uradni dan spomina na žrtve politične represije. V naslednjih tridesetih letih je bil ta datum sprejet po vsej Rusiji: do leta 2016 so letne prireditve potekale 30. oktobra na 103 od 411 grobišč in spominskih območij, vključenih na spletno stran "Ruska nekropola".
Memorial je delal na zakonu "O rehabilitaciji žrtev politične represije".  

### Status "tuji agent", 2014–2020
V skladu z zakonom o tujih agentih iz leta 2012 se morajo "društva in organizacije registrirati pri ministrstvu za pravosodje kot "tuji agenti", če prejmejo vsaj minimalno količino financiranja iz tujih virov, vladnih ali zasebnih, in se ukvarjajo s 'politično dejavnostjo'".  Prvi del Memoriala, ki je bil razglašen za "tujega agenta", je bil njegov moskovski Center za človekove pravice julija 2014. Naslednje leto je Ministrstvo za pravosodje za " tujega agenta " označilo Center za raziskave in informacije v St. Petersburg Memorial, dve organizaciji Memorial v Jekaterinburgu in še eno v Rjazanu. 4. oktobra 2016 je bil za Memorial International uporabljen zakon, ki je od organizacij, ki so prejemale sredstva iz tujine in se ukvarjale s "političnimi dejavnostmi", zahteval, da se registrirajo in prijavijo kot "tuji agent". 
Organizacija se ni želela prijaviti z novim statusom pri ministrstvu in je bila zato prepuščena pravdanju. Ruska federacija je prepričana, da je njen ustavni red nad Evropsko konvencijo o človekovih pravicah. Memorijal se je tako pravdal o pravici do kritičnega primerjalnopravnega nastopa glede človekovih pravic. Zavračanje zakonskih norm s strani Memorijala šteje Rusija kot nepošteno ravnanje društva.